# Endoscopia capsular
| Endoscopia capsular                                           |
| ------------------------------------------------------------- |
| Imagens de uma cápsula utilizada na endoscopia capsular.      |
| Informações                                                   |
| Nome completo: endoscopia capsular ou endoscopia sem fio      |
| Campo da medicina: endoscopia; imagiologia médica             |
| Tipo de intervenção: procedimento minimamente invasivo        |
| Primeira aplicação: 1957                                      |
| Aviso médico                                                  |
| Enfatiza-se a leitura de A Wikipédia não dá conselhos médicos |

A endoscopia capsular ou endoscopia sem fio é uma tecnologia aplicada à imagiologia médica, que envia remotamente imagens do aparelho digestivo. É um procedimento minimamente invasivo, que utiliza uma cápsula com o tamanho e a forma de uma pílula, contendo uma microcâmera, que é ingerida pelo paciente.
Uma das principais vantagens da endoscopia capsular é examinar regiões do intestino delgado que não poderiam ser observadas em outros tipos de endoscopia, como a colonoscopia ou a esofagogastroduodenoscopia.

## Aplicação
Na endoscopia superior tradicional, utiliza-se uma câmera acoplada a um tubo flexível, introduzido pela boca do paciente, para examinar o esôfago, o estômago e o início da primeira parte do intestino delgado chamada de duodeno. Na colonoscopia tradicional, o tubo flexível com a câmera é inserido através do reto, para examinar o cólon e a porção distai do intestino delgado, chamado íleo terminal. Estes dois tipos de endoscopia não podem visualizar a maior parte da porção média do sistema gastrointestinal, que é o intestino delgado. A endoscopia capsular é útil quando há suspeita de doença nesta região, e às vezes pode diagnosticar fontes de sangramento oculto, visíveis somente microscopicamente, ou causas de dor abdominal, como a doença de Crohn, ou úlceras pépticas.

## Tecnologia
A cápsula transfere para um receptor externo as imagens capturadas, que são enviadas para um computador e analisadas, para se ter o diagnóstico clínico do paciente. Um sinal de radiofrequência transmitido pela cápsula, é usado para estimar precisamente a sua localização e para rastreá-la em tempo real dentro do corpo e do trato gastrointestinal.
Além das imagens, o monitoramento e transmissão de sinais fisiológicos são usualmente necessários para melhorar o diagnóstico. Os dados de imagem são obtidos a partir de uma câmera CMOS no formato digital. Os sinais fisiológicos obtidos são inicialmente analógicos e precisam passar por um processo de amplificação/filtragem, para aumentar a intensidade do sinal e remover os sinais indesejados e ruído. Um multiplexador é usado para alternar a emissão dos dados. É necessário um estágio de conversão analógico-digital para converter os sinais analógicos para o processamento. O microcontrolador então processará os pacotes de dados e os codificará antes que sejam enviados para o transceptor.
A endoscopia capsular pode também incluir tecnologias adicionais de localização e controle de movimentos, que permitem outras aplicações, como ações terapêuticas, com aplicação de fármacos.

## Restrições e efeitos colaterais
Estudos realizados em 2014 restringem o uso da endoscopia capsular em adultos com suspeita de cirrose, em substituição ao exame tradicional (esofagogastroduodenoscopia). Não se concluiu que o exame tradicional pode ser substituído pela endoscopia capsular na detecção de varizes esofágicas em adultos com cirrose.
Uma vez que a cápsula não possui a capacidade de coletar amostras para biópsia, um diagnóstico preciso de doenças geralmente requer uma confirmação adicional com colonoscopia.
A cápsula geralmente passa através de fezes dentro de 24 a 48 horas. No entanto há relatos médicos de retenção da cápsula por dois anos e meio e por quatro anos e meio.

## História
A concepção de transmissores de rádio ingeríveis para uso no diagnóstico do sistema digestivo foi descrita pela primeira vez na literatura médica em 1957. Essas primeiras tentativas foram rudimentares, utilizando emissores de baixa frequência e com estruturas simples. Um transmissor básico, usando um oscilador Colpitts ou Hartley, conectado a um sensor foi usado para enviar sinais do interior do corpo a dispositivos externos para rastrear os parâmetros fisiológicos dos órgãos internos. Apesar de sua simplicidade, estes sistemas eram volumosos por causa dos componentes eletrônicos e baterias na época, além da emissão de várias informações diagnósticas, como temperatura, pH e pressão.
Em meados da década de 1990, o inventor israelense Gavriel Iddan criou a primeira cápsula que registrava imagens no interior do sistema digestivo. Em 1998, Iddan co-fundou a Given Imaging [en] para comercializar a nova tecnologia, que teve início em 2001.